# Destičkové tkaní
Destičkové tkaní (tkaní na karetkách, karetkování, tkaní s karetkami), je stará textilní technika umožňující tkaní se vzorováním. Vznikají tak povětšinou stuhy, ačkoli tato technologie umožňuje i vytkávání jednoduchých obrázků. Touto technikou lze vytvářet složitější vzory nežli za použití klasického hřebenového stávku, který se taktéž používal ke tkaní stuh.
Pásy se používají na dekoraci oděvů, popruhy a řemínky. 

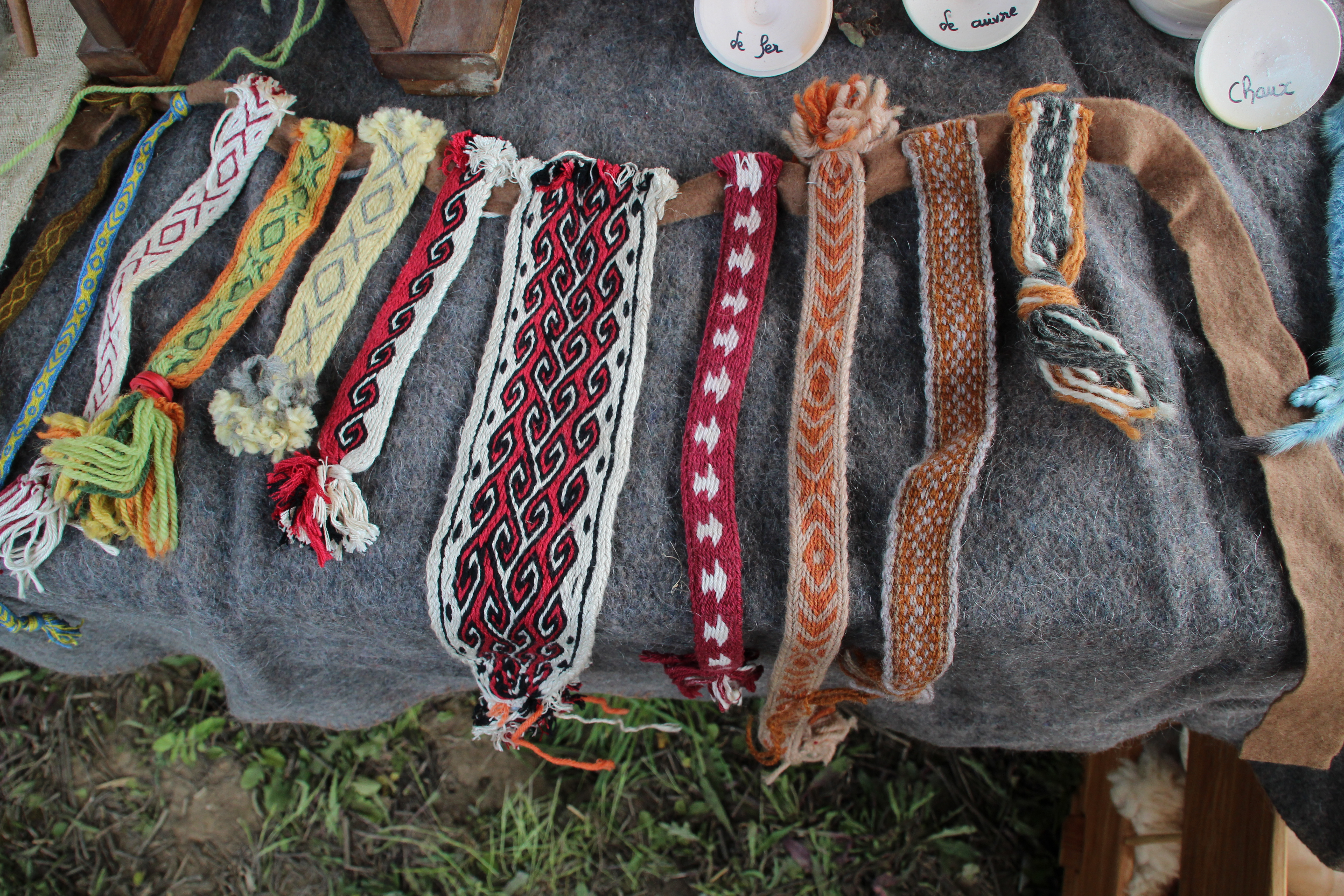
Karetkované stužky

## Z historie

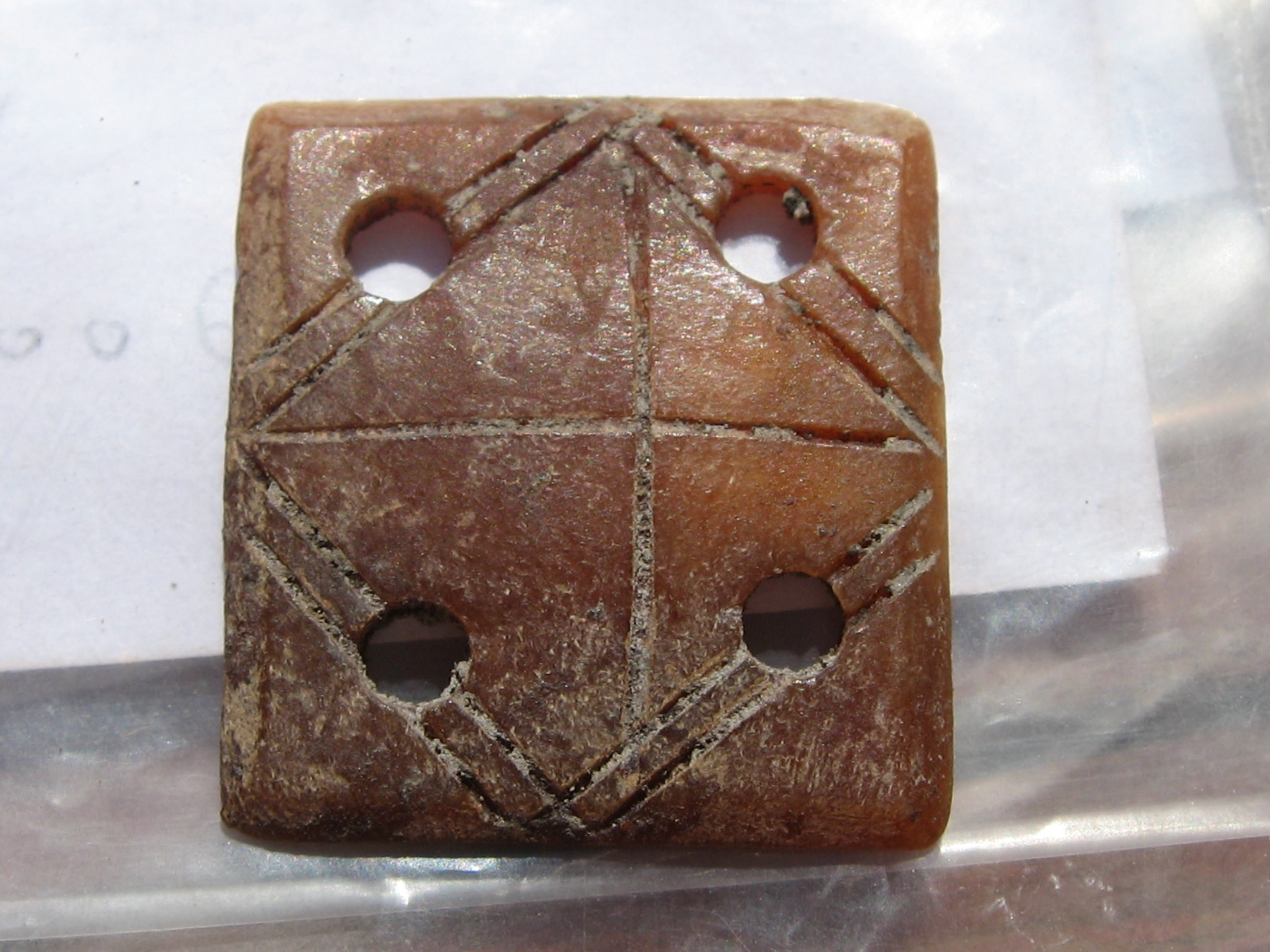
Tkací destička z raného středověku v Německu

Původ destičkové techniky není známý. V Egyptě byl nalezen pás z 12. století před n. l., o kterém se dlouho tvrdilo, že byl zhotoven destičkovým tkaním. Analýza provedená koncem 20. století však dokázala, že pás byl zhotoven jinou technikou.
Nálezy z 8. století př. n. l. dokazují používání destičkového tkaní v Evropě. Doklady používání této techniky jsou známy například z Německa, Francie, Řecka,Rakouska či Itálie. Karetkování znali i vikingové. Hojně se využívalo v raném a vrcholném středověku, kdy se touto technikou tkaly pásy, stuhy i ozdobné lemy oděvů. Tato technika se používala i mimo Evropu, známa je například z Etiopie. Koncem 20. století se destičkové tkaní provozovalo např. v Rusku, Číně. Indii, Japonsku a v některých arabských zemích jako živnost. Jako hobby je i v 21. století tato činnost rozšířená např. v USA.
Rozsah komerční výroby není známý, v internetovém obchodě se nabízí k prodeji řada druhů ozdobných pásů.

## Způsob výroby

Schéma techniky tkaní s destičkami

### Materiál a nářadí
Příze na tkaní mohou být z různých přírodních i umělých materiálů včetně kovů.
K napínání osnovních nití se používají různé konstrukce dřevěných rámů.
Tuhé a tenké destičky známé častěji pod názvem karetky slouží jako vodiče osnovních nití a jsou vyrobeny z nejrůznějších materiálů. Karetky bývaly většinou ze dřeva, kůže, kovu či rohoviny, v pozdějších dobách, kdy se tkalo z tenkých hedvábných nití, se používaly i malé pergamenové karetky. V současnosti se také vyrábí z plastu či tvrdého papíru. „Člunek“, obvykle prkénko s navinutou útkovou nití slouží zpravidla také k přirážení útku ke tkanině.
 Bez pomoci rámu se část s hotovou stužkou uvazovala k pevnému bodu (např. ke stromu) a volné nitě byly omotané kolem pasu. Při přerušení práce tak tkadlena snadno rozdělanou práci sbalila do sáčku a odnesla.

### Technika tkaní

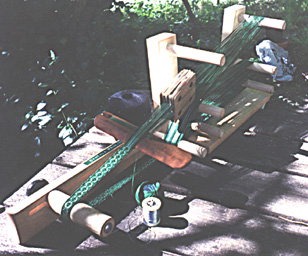
Příklad zařízení k amatérskému tkaní

V závislosti na technice tkaní se protahují osnovní niti všemi otvory nebo jen částí z nich. Šířka tkaniny je závislá na tloušťce osnovních nití a na počtu destiček vedle sebe (4 až 40). Plochy destiček stojí rovnoběžně vedle sebe, otáčením destiček vzniká z osnovních nití skaná šňůra. Při každém pootočení destičky se čtyřmi otvory o 90° vzniká mezi osnovními nitěmi prošlup, do kterého se zanáší útek s pomocí člunku s navinutou přízí. Útek drží osnovní niti pohromadě, na povrchu hotové tkaniny není viditelný. (Zvláštními technikami s destičkami se 2 nebo 3 otvory se dají zhotovit tkaniny s viditelným útkem).

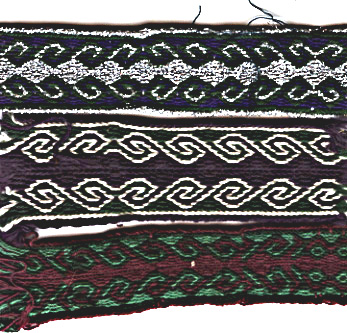
Pás tkaný destičkami

Směr otáčení destiček se mění v pravidelných intervalech a tak se tvoří na tkanině určitý (případně barevný) vzor. Z vazebních technik je známý kepr, brožovací technika aj. Tkanina se vytváří pootočením karetek (buďto všech najednou, nebo u složitějších vzorů i jednotlivě, čímž vzniká nepravidelný vzor). Karetky lze otáčet dopředu i dozadu.

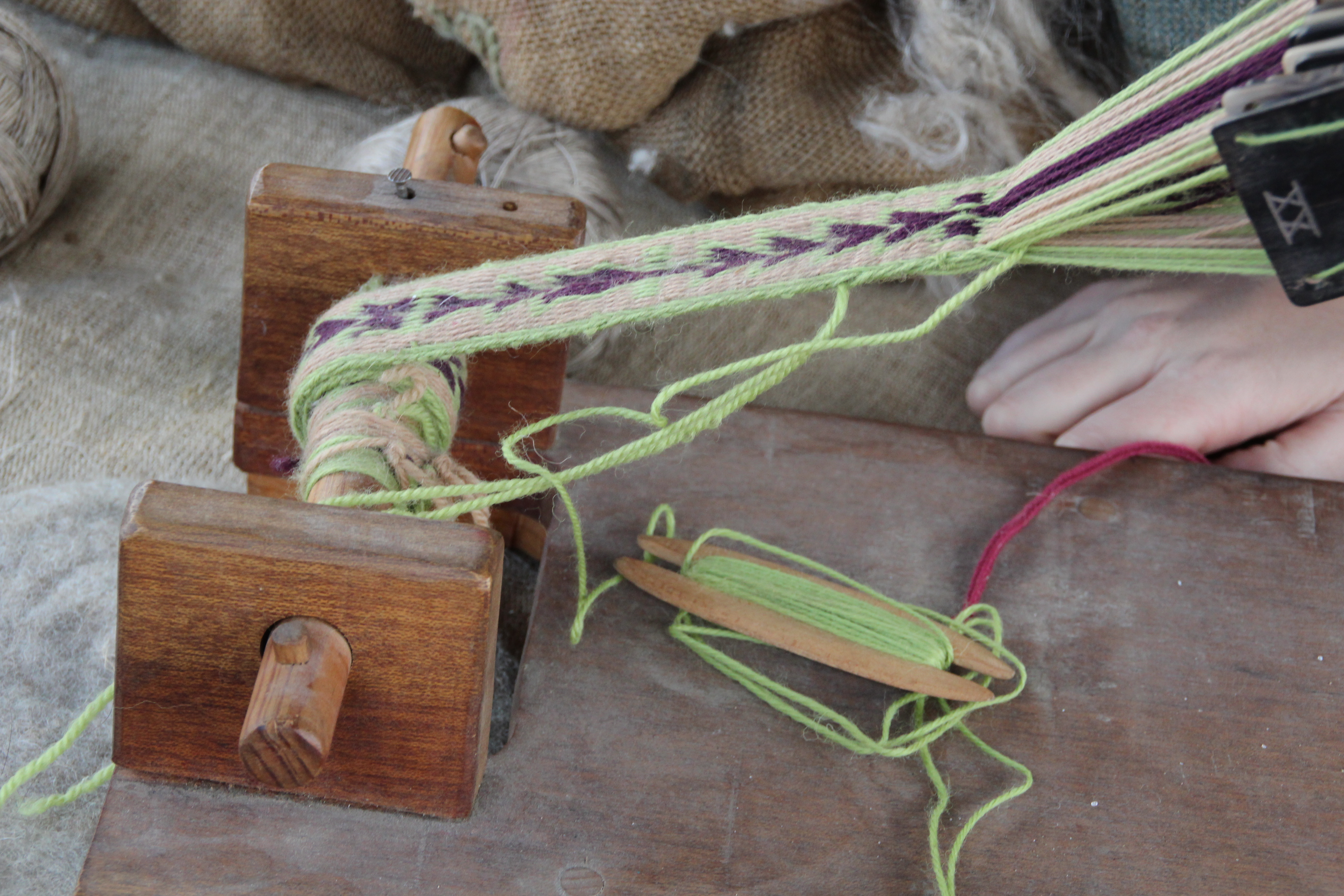
Karetkování stuhy

Kombinacemi otáčení až 40 destiček s použitím osnovních nití ve 4 různých barvách se dají zhotovit desítky vzorů. Návod k obsluze destiček se zakresluje na vzornicovém papíru.

### Destičky s otvory odlišných tvarů
Za destičkové tkaní se někdy považuje také práce s destičkami s řadou otvorů vedle sebe (střídavě jeden kulatý a jeden podlouhlý průřez ve vertikálním směru) k vedení osnovních nití. Vertikálním pohybem destičky se vytváří prošlup, kterým se protahuje útek. Tímto způsobem se dají zhotovit pásky v rypsové vazbě. Podobné nářadí používaly některé slovanské národy už v 11. století n.l.